# RCS Sport
RCS Sport je sportovní společnost, která je součástí RCS Group (řízené společností Cairo Communications), která se specializuje na organizování a marketing sportovních akcí. Společnost pořádá Giro d'Italia a další cyklistické závody, stejně jako další sportovní události, jako například Milánský Marathón. Je druhým největším organizátorem cyklistických akcí za Amaury Sport Organisation.

## Historie
V roce 1896 byly založeny italské sportovní noviny La Gazzetta dello Sport a ty v roce 1909 začaly organizovat cyklistický závod Giro d'Italia. V březnu 1989 byla založena RCS Sport s cílem organizovat cyklistické akce provozované novinami La Gazzetta dello Sport.[zdroj?]
V roce 2013 byla ve spolupráci se společností Dubai Sports Council založena RCS Sport and Events DMCC, dceřiná společnost RCS Sport se sídlem v Dubaji. V roce 2014 byla založena společnost RCS Active Team, která se specializuje na pořádání sportovních akcí s hromadnou účastí.[zdroj?]

## Cyklistika
RCS Sport vladtní a zároveň také organizuje šest závodů v rámci UCI World Tour: 
- Giro d'Italia
- UAE Tour
- Strade Bianche
- Tirreno–Adriatico
- Milán – San Remo
- Il Lombardia

Dva závody v rámci UCI ProSeries:
- Milano–Torino
- GranPiemonte

Tři závody v rámci UCI Europe Tour:
- Giro d'Abruzzo
- Giro di Sicilia
- Giro Next Gen

Tři závody v rámci UCI Women's World Tour:
- UAE Tour Women
- Strade Bianche Donne
- Giro d'Italia Women